# Peine del viento
El Peine del viento XV, llamado en euskera Haizearen orrazia y conocido simplemente como Peine del viento, es un conjunto de esculturas de Eduardo Chillida sobre una obra arquitectónica del arquitecto vasco Luis Peña Ganchegui.
Se encuentra al final de la playa de Ondarreta, en el municipio de San Sebastián, en la provincia de Guipúzcoa, en el País Vasco. Está compuesto por tres esculturas de acero, de 10 toneladas de peso cada una, incrustadas en unas rocas que dan al mar Cantábrico, cuyas olas las azotan. 
Chillida siguió trabajando en la serie Peine del Viento, que coincide en el aspecto formal con su colección de estelas, y particularmente, con las dedicadas a Pablo Picasso, Salvador Allende y Pablo Neruda.
La obra fue finalizada en 1976. Además de las esculturas, se acondicionó una zona en sus alrededores con unas salidas de aire y agua que se abastecen de las olas que rompen contra las rocas y las esculturas.

## Galería

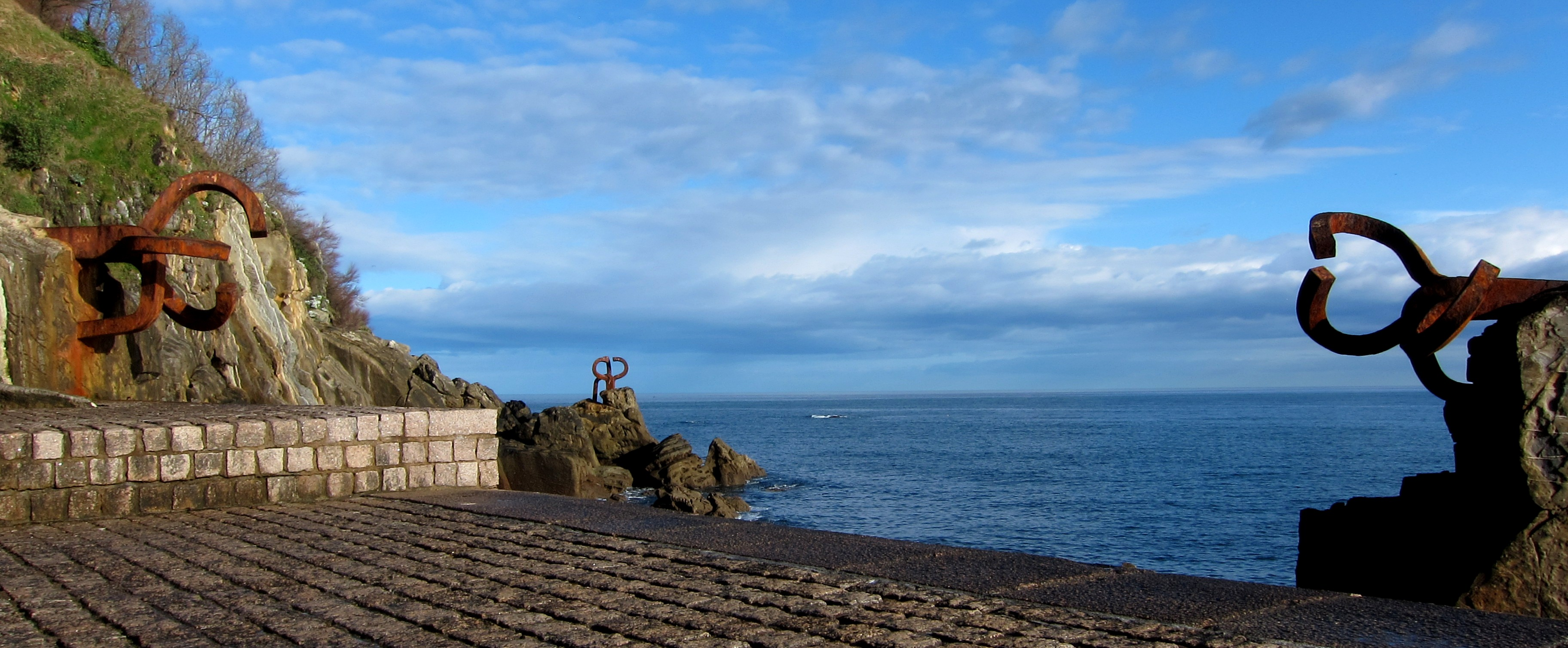
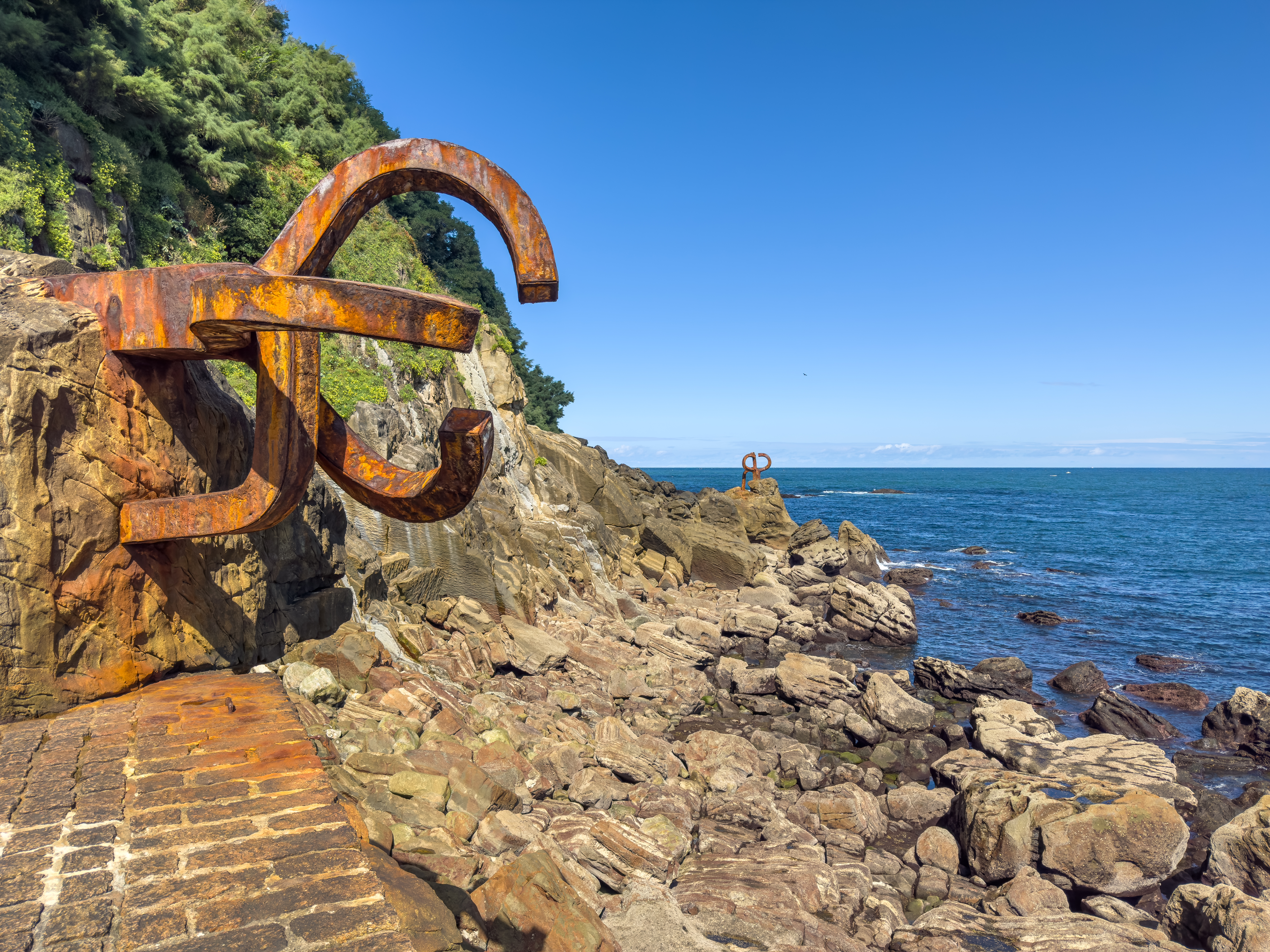
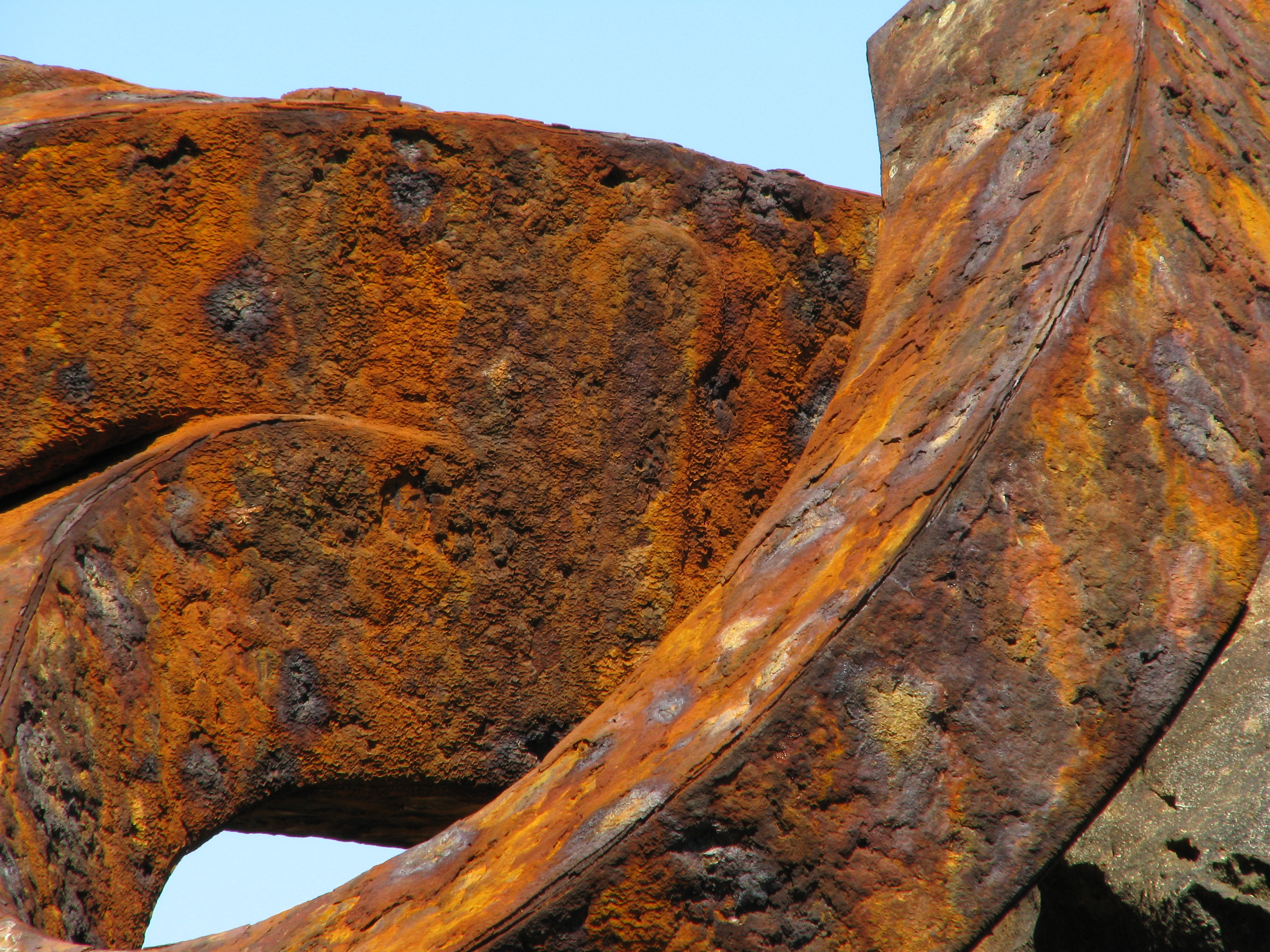